# 香港哺乳動物列表
據推測，三千多年前的香港被廣闊的熱帶闊葉林覆蓋，亞洲象、老虎、野紅豺等林林總總的熱帶動物均棲息於此地。可惜，隨着農業和都市發展，自然生境被摧毀，滿林的參天古木漸漸被砍伐或焚燒一空，先民更視一些大型哺乳動物（如華南虎等）為危險動物或食人猛獸，肆意捕獵，結果許多以往廣泛分布於本港的物種漸漸滅絕。猶幸有些物種總算能適應轉變，一直存活至1900年代初，有些更繁衍到現在。
香港究竟有多少野生陸棲哺乳動物物種？也許很多人會說「不太多」，皆因香港這個彈丸城市土地面積僅約110,000公頃，市區建設和人口均非常稠密。然而哺乳動物大多是夜行性的，而且習慣避開人類，所以一般人很少察覺得到而忽略了牠們的存在。其實香港的哺乳動物種類繁多，有記錄的物種超過50個，當中更包括一些稀有及珍貴的物種，例如棲息在受保護地區內的歐亞水獺和穿山甲等。
毫無疑問，哺乳動物對生態系統的影響舉足輕重。牠們會獵食各式各樣的食物和佔據地球上差不多每個緯帶的不同生境，牠們對其他植物和動物的族群產生直接或間接的影響，繼而影響生態系統中不同生物群落的結構和組合。就以食蟲性蝙蝠為例，牠們是維持夜行昆蟲族群平衡的主要關鍵。每隻蝙蝠每小時可捕食數十至數百隻昆蟲，一些龐大的蝙蝠群落一個晚上便可吃掉數以噸計的昆蟲，當中包括很多被人類視為農作物害蟲的甲蟲和飛蛾。
果蝠的角色也很重要，牠們可幫助植物傳播花粉和種籽。世界上有超過500種植物依靠蝙蝠繁衍，包括蕉或芒果等重要農作物，這些植物大多在夜間開花，以特別的氣味或形狀獨特的花朵吸引蝙蝠。相比起雀鳥啄食植物種籽後一般在林邊枝上排便，果蝠則會在飛行時於空曠地方把種籽排出，令種籽有更大機會落在日照較好的地區或伐木區。截至目前為止，蝙蝠已被證實為最少3種本地榕屬無花果植物的主要種籽傳播媒介，包括水同木、對葉榕和青果榕。這些榕屬植物的果實成熟時多為綠色或黃色，雖不能吸引雀鳥啄食，但卻由蝙蝠幫忙傳播種籽。由是可見，哺乳動物對生態系統有十分重要的影響。（資料來源漁農自然護理署）

| - 食蟲目：2種 - 翼手目：26種 - 靈長目：2種 - 鱗甲目：1種 | - 嚙齒目：11種 - 食肉目：20種 - 偶蹄目：4種 |

- 總計陸生哺乳動物（現存）：57種

※保護狀況
- 常見--C (Common)
- 不常見--UC (Uncommon)
- 罕見--R (Rare)
- 滅絕--Ex (Extinct)

## 食蟲目Insectivora
- 鼩鼱科 Soricidae

1. 灰麝鼩 - Crocidura attenuata UC
2. 臭鼩 - Suncus murinus C

- 香港所有野生蝙蝠都受香港法例第170章《野生動物保護條例》所保護，捕捉或滋擾牠們以屬違法。

## 翼手目Chiroptera
- 狐蝠科 Pteropodidae

1. 短吻果蝠 (犬蝠) - Cynopterus sphinx C
2. 棕果蝠 - Rousettus leschenaulti C

- 蝙蝠科 Vespertilionidae

1. 灰伏翼 (中國伏翼) - Hypsugo pulveratus R
2. 大長翼蝠 (摺翅蝠) - Miniopterus magnater C
3. 南長翼蝠 (南摺翅蝠) - Miniopterus pusillus C
4. 長翼蝠 - Miniopterus schreibersii R
5. 中華鼠耳蝠 - Myotis chinensis UC
6. 水鼠耳蝠 - Myotis daubentoni R
7. 毛腿鼠耳蝠 - Myotis fimbriatus R
8. 霍氏鼠耳蝠 - Myotis horsfieldi R
9. 喜山鼠耳蝠 - Myotis muricola R ※2006年香港新記錄
10. 大足鼠耳蝠 - Myotis ricketti C
11. 褐山蝠 (夜蝠) - Nyctalus noctula R
12. 東亞家蝠 - Pipistrellus abramus C
13. 香港伏翼 - Pipistrellus sp. R ※2006年香港新記錄
14. 小伏翼 Pipistrellus tenius UC ※2006年香港新記錄
15. 中黃蝠 - Scotophilus kuhlii R
16. 扁顱蝠 (扁顱竹蝠) - Tylonycteris pachypus C
17. 褐扁顱蝠 - Tylonycteris robustula R ※2005年香港新記錄

- 蹄蝠科 Hipposideridae

1. 大蹄蝠 - Hipposideros armiger C
2. 小蹄蝠 - Hipposideros pomona C

- 菊頭蝠科 Rhinolophidae

1. 中菊頭蝠 - Rhinolophus affinus UC
2. 小菊頭蝠 - Rhinolophus pusillus UC  [1]
3. 中華菊頭蝠  - Rhinolophus sinicus C

- 鞘尾蝠科 Emballonuridae

1. 黑鬚墓蝠 (黑胡鞘尾蝠) - Taphozous melanopogon R

- 犬吻蝠科 Molossidae

1. 皺唇犬吻蝠 - Chaerephon plicatus R

## 靈長目Primates
到金山和城門郊野公園遊玩時，你可能也遇見過猴子，但或許你沒有注意到那裏的猴子是可以分為不同的種類。最常見的物種是主要分布於金山郊野公園、城門郊野公園和大埔滘自然護理區的獼猴。在這地區還可以找到一些具有獼猴及長尾獼猴特徵的雜種個體。觀察獼猴的最佳地點是金山郊野公園內的自然教育徑。除了獼猴外，你還有機會遇見金色的獼猴，牠們是獼猴特別毛色的個體。
大部分獼猴均有多雄多雌的社會系統，猴群通常由20至200隻個體組成，每群都存在優勢等級制度。率領猴群的優勢領袖一般體型較健碩，享有優先進食及與其他雌猴交配的權利。觀察猴類時，手上請不要拿着膠袋，因為牠們一般已習慣被人餵飼，而餵飼牠們的人大多會用膠袋攜帶食物，所以當牠們看見任何膠袋時，便會誤以為是食物！不論膠袋內是否載有食物，有點兒饑餓的猴子便有可能會上前搶奪。本港於1999年已開始實施法例禁止餵飼猴子(和其他野生動物)。有關條例適用於野生獼猴棲息的獅子山、金山及城門郊野公園、大帽山郊野公園某些部分、大埔滘自然護理區及部分毗鄰地區。所以觀賞猴子時，切記不要餵飼牠們。（資料來源漁農自然護理署)
- 猴科 Cercopithecidae

1. 長尾獼猴 - Macaca fascicularis R ※受野生動物保護條例（第170章）保護 ※外來種
2. 普通獼猴 (恒河猴) - Macaca mulatta C ※受野生動物保護條例（第170章）保護 ※再引入種
3. 藏酋猴 -   Macaca thibetana R ※受野生動物保護條例（第170章）保護（參見「肥婆」藏酋猴）※外來種

## 鱗甲目Pholidota
- 穿山甲科 Manidae

1. 中華穿山甲 -  Manis pentadactyla auritus R  ※受野生動物保護條例（第170章）保護

## 嚙齒目Rodentia
小型哺乳動物包括2種食蟲目和9種嚙齒目、( 8種鼠類和1種松鼠)。在食蟲目當中，臭鼩比灰麝鼩分布廣泛，兩者均常在郊區出沒。本港其中3種鼠類是與人類共棲的外來引入物種，而且只在市區出沒，包括屋頂鼠、小家鼠和褐家鼠。而針毛鼠和印支林鼠則是在山區活動的原生鼠類，牠們甚少進入市區。板齒鼠、黃毛鼠和田鼷鼠都是主要在農郊地帶出沒的鼠類，在本港的分布範圍狹窄。赤腹松鼠是外來引入物種，相信來自被放生或逃脫的飼養寵物。（資料來源漁農自然護理署)
- 鼠科 Muridae

1. 板齒鼠 (鬼鼠) - Bandicota indica nemorivagus R
2. 小家鼠 - Mus musculus C  ※外來種
3. 針毛鼠 - Niviventer fulvescens C
4. 黃毛鼠 (小黃腹鼠) - Rattus losea UC
5. 褐家鼠 (褐鼠) - Rattus norvegicus C  ※外來種
6. 屋頂鼠 - Rattus rattus rattus C  ※外來種
7. 黃胸鼠 - Rattus tanezumi C
8. 田鼷鼠 -   Mus caroli  R
9. 印支林鼠 -  Rattus andamanensis C

- 松鼠科 Sciuridae

1. 赤腹松鼠 - Callosciurus erythraeus C ※受野生動物保護條例（第170章）保護  ※外來種

- 豪豬科 Hystricidae

1. 馬來豪豬 (箭豬) - Hystrix brachyura C ※受野生動物保護條例（第170章）保護

## 兔形目Lagomorpha
- 兔科 Leporidae

1. 華南兔 - Lepus sinensis Ex

## 食肉目Carnivora
大型哺乳動物包括2種嚙齒目、2種靈長目、10種食肉目、4種偶蹄目及1種鱗甲目(穿山甲)。這19種動物當中包括一些外來引入種，如野貓、野狗、黃牛、水牛和長尾獼猴等。本港出現的野生猴子主要為恆河猴，集中分布於金山郊野公園、獅子山郊野公園、城門郊野公園及大埔滘自然保護區，估計總數目約為2,000隻(2016年）。香港雖然位於恆河猴的自然分布範圍內，但相信原有的族群已經絕跡，現存的族群是從1910年代初再次被引入的個體的後代。紅頰獴和黃腹鼬是在2001年後才在香港被記錄到的哺乳動物，這兩個物種可能來自香港附近地區，因擴展自然分布範圍或被人蓄意放生而在本港形成群落。由於香港鄰近牠們的自然分布的範圍，牠們以往可能曾在本地棲息，現在再次在郊野公園群集繁衍。（資料來源漁農自然護理署)
- 靈貓科 Viverridae

1. 果子貍(白鼻心） - Paguma larvata C ※受野生動物保護條例（第170章）保護
2. 小靈貓 (七間狸) - Viverricula indica C ※受野生動物保護條例（第170章）保護
3. 大靈貓 - Viverra zibetha Ex ※受野生動物保護條例（第170章）保護

- 獴科 Herpestidae

1. 紅頰獴 - Herpestes javanicus rubrifrons UC ※受野生動物保護條例（第170章）保護
2. 食蟹獴 - Herpestes urva R ※受野生動物保護條例（第170章）保護

- 鼬科 Mustelidae

1. 歐亞水獺 - Lutra lutra  R ※受野生動物保護條例（第170章）保護 (分布狹窄，只於米埔、落馬洲、蠔殼圍和附近地區有記錄。)
2. 鼬獾 -  Melogale moschata moschata C ※受野生動物保護條例（第170章）保護
3. 黃腹鼬 - Mustela kathiah  R
4. 黃鼬 -  Mustela sibirica
5. 青鼬 -  Martes flavigula   （未確定種）發現於烏蛟騰

- 犬科 Canidae

1. 野狗 - Canis lupus familiaris C ※入侵種
2. 赤狐 - Vulpes vulpes R (可能還剩存稀少的個體） ※受野生動物保護條例（第170章）保護
3. 亞洲豺犬 - Cuon alpinus Ex
4. 歐亞狼 - Canis lupus lupus  Ex （香港未曾發現野生狼，但就不排除遠古香港可能曾有狼出現）
5. 貉 - Nyctereutes procyonoides Ex

- 貓科 Felidae

1. 野貓 - Felis catus UC ※入侵種
2. 豹貓 - Prionailurus bengalensis chinensis UC ※受野生動物保護條例（第170章）保護
3. 華南豹 - Panthera pardus delacouri   Ex
4. 雲豹-  Neofelis nebulosa  Ex
5. 華南虎 - Panthera tigris amoyensis Ex
6. 孟加拉虎 - Panthera tigris tigris  Ex

- 熊科 Ursidae

1. 亞洲黑熊 - Ursus thibetanus  Ex

## 偶蹄目Artiodactyla
- 牛科 Bovidae

1. 黃牛 - Bos taurus C ※外來種
2. 水牛 - Bubalus bubalis UC ※外來種
3. 鬣羚 - Capricornis sumatraensis Ex

- 鹿科 Cervidae

1. 赤麂 - Muntiacus muntjak C （誤認為黃麂)  ※受野生動物保護條例（第170章）保護
2. 山羌 (黃麖）Muntiacus reevesi ※受野生動物保護條例（第170章）保護
3. 水鹿 - Rusa unicolor Ex

- 豬科 Suidae

1. 野豬 - Sus scrofa C ※一般市民不能獵殺（政府已廢除野豬狩獵隊）

## 奇蹄目Perissodactyla
- 犀科 Rhinocerotidae

1. 印度犀 - Rhinoceros unicornis Ex

## 長鼻目Proboscidea
- 象科 Elephantidae

1. 亞洲象 -  Elephas maximus Ex

## 鯨目Cetacea
＊本港所有野生鯨屬(海豚、鯨魚、小鯨) 都受香港法例第170章《野生動物保護條例》所保護，捕捉或滋擾牠們以屬違法。
- 鬚鯨科 Balaenopteridae

1. 布氏鯨 - Balaenoptera brydei
2. 角島鯨 -   Balaenoptera omurai
3. 座頭鯨 -   Megaptera novaeangliae
4. 小鬚鯨 -   Balaenoptera acutorostrata
5. 長鬚鯨 -   Balaenoptera physalus
6. 艾氏鯨 -   Balaenoptera edeni

- 海豚科 Delphinidae

1. 長吻真海豚 - Delphinus capensis
2. 花紋海豚 - Grampus griseus
3. 弗氏海豚 - Lagenodelphis hosei
4. 偽虎鯨 - Pseudorca crassidens
5. 中華白海豚 - Sousa chinensis
6. 熱帶斑海豚 - Stenella attenuata
7. 條紋海豚  - Stenella coeruleoalba
8. 飛旋海豚 - Stenella longirostris
9. 糙齒海豚 - Steno bredanensis
10. 印太瓶鼻海豚 - Tursiops aduncus
11. 寬吻海豚 - Tursiops truncatus

- 小抹香鯨科 Kogiidae

1. 小抹香鯨 - Kogia breviceps
2. 侏儒抹香鯨 - Kogia simus

- 抹香鯨科 Physeteridae

1. 抹香鯨 - Physeter macrocephalus

- 鼠海豚科 Phocoenidae

1. 江豚 - Neophocaena phocaenoides

- 喙鯨科 Ziphiidae

1. 朗氏印太喙鯨 - Indopacetus pacificus

## 海牛目Sirenia
- 儒艮科 Dugongidae

1. 儒艮 -  Dugong dugon Ex  ※受野生動物保護條例（第170章）保護